# Alphen aan den Rijn (gemeente)
Alphen aan den Rijn (uitspraakⓘ) is een gemeente in de Nederlandse provincie Zuid-Holland, gelegen aan de Oude Rijn en de Gouwe in het veenweidegebied Groene Hart tussen Amsterdam, Utrecht, Rotterdam, Den Haag en Leiden. De gemeente telt 114.966 inwoners en heeft een totale oppervlakte van 132,50 km², waarvan 126,23 km² land en 6,27 km² water (22 november 2024, Bron: CBS). Per 1 januari 2014, na de toevoeging van Boskoop en Rijnwoude, telt de gemeente meer dan 100.000 inwoners, waarmee ze tot de dertig grootste gemeenten van Nederland behoort. De gemeente bestaat uit de kernen Aarlanderveen, Alphen aan den Rijn, Benthuizen, Boskoop, Hazerswoude-Dorp, Hazerswoude-Rijndijk, Koudekerk aan den Rijn en Zwammerdam en de buurtschap Groenendijk.
Binnen de gemeente bevinden zich de resten van twee Romeinse versterkingen, Albaniana en Nigrum Pullum en van de Limesweg. De gemeente is voorts bekend vanwege voormalige uitgeverij Samsom, Vogelpark Avifauna, openluchtmuseum Archeon, het kenniscentrum van de fruitbomenteelt in Nederland, Boskoop en de opgraving van zes Romeinse schepen bij Zwammerdam.

## Geschiedenis
De gemeente met de naam Alphen aan den Rijn ontstond op 1 januari 1918 toen de gemeente Alphen werd samengevoegd met Aarlanderveen en Oudshoorn.
In 1964 werd het dorp Zwammerdam en een gedeelte van haar grondgebied aan de gemeente Alphen aan den Rijn toegevoegd; een ander deel werd toegevoegd aan de gemeente Bodegraven. Op 1 januari 2014 zijn de gemeenten Alphen aan den Rijn, Boskoop en Rijnwoude gefuseerd tot een nieuwe gemeente onder de naam Alphen aan den Rijn.

## Geografie

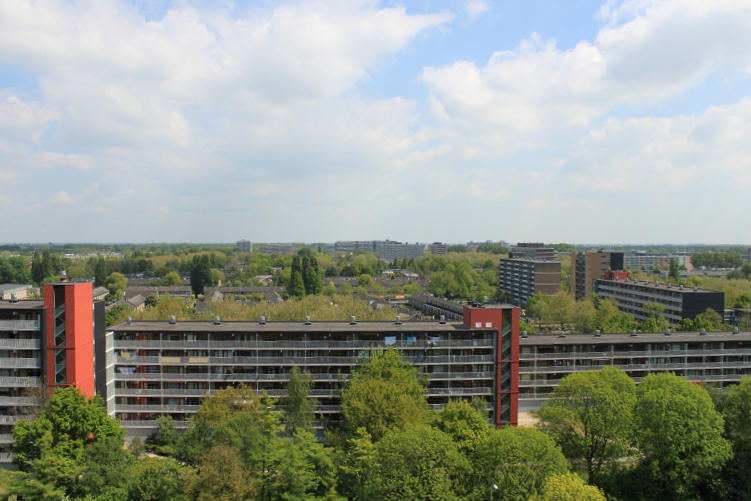
Uitzicht over de wijk Ridderveld vanaf een flat aan de Vliestroom

### Aantal inwoners
| Woonplaats (BAG)       | Inwoners 2023 |
| ---------------------- | ------------- |
| Aarlanderveen          | 1.205         |
| Alphen aan den Rijn    | 74.790        |
| Benthuizen             | 3.590         |
| Boskoop                | 16.670        |
| Hazerswoude-Dorp       | 6.325         |
| Hazerswoude-Rijndijk   | 5.600         |
| Koudekerk aan den Rijn | 4.130         |
| Zwammerdam             | 1.860         |

### Aangrenzende gemeenten
| Aangrenzende gemeenten   | Aangrenzende gemeenten | Aangrenzende gemeenten | Aangrenzende gemeenten | Aangrenzende gemeenten |
| ------------------------ | ---------------------- | ---------------------- | ---------------------- | ---------------------- |
| Leiderdorp               |                        | Kaag en Braassem       |                        |                        |
|                          |                        |                        |                        |                        |
| Zoeterwoude              | Nieuwkoop              |                        |                        |                        |
|                          |                        |                        |                        |                        |
| Zoetermeer Lansingerland |                        | Waddinxveen            |                        | Bodegraven-Reeuwijk    |

Alphen aan den Rijn werkt op bestuurlijk gebied nauw samen met de gemeenten Nieuwkoop en Kaag en Braassem, in het Rijnstreekberaad waarin overlegd wordt over gemeenschappelijke en grensoverschrijdende zaken conform de Wet gemeenschappelijke regelingen. Hierbij kan het gaan om zowel beleidsafstemming en belangenbehartiging als de aanpak van concrete, uitvoerende projecten. De betrokken gemeenten maken sinds 1 april 2010 deel uit van de regio Holland Rijnland.

### Gemeentelijke herindeling
In 2012 werd het plan gelanceerd om de fusiegemeente die per 1 januari 2014 zou ontstaan Rijn en Gouweland te noemen. Deze naam ondervond veel kritiek, met name uit de toenmalige gemeente Alphen aan den Rijn. Daardoor ontstond de situatie dat er onderling geen overeenstemming over de fusienaam ontstond. De gemeenten Boskoop en Rijnwoude vroegen de minister van Binnenlandse Zaken, de Alphense Liesbeth Spies, die later benoemd werd tot burgemeester van Alphen aan den Rijn, om alsnog een neutrale gemeentenaam aan te wijzen. Daar kwam het echter niet van, waardoor de minister bepaalde dat Alphen aan den Rijn de naam van de fusiegemeente werd, omdat dit de grootste plaats in de gemeente is.

## Politiek en bestuur

### College van B en W
Na de gemeenteraadsverkiezingen van 2022 is een coalitie gevormd met vier partijen: Nieuw Elan, VVD, D66 en CDA. Wethouders in deze periode zijn: Gert Jan Schotanus en Gerard van As voor Nieuw Elan, Anouk Noordermeer voor de VVD, Gert van den Ham voor D66 en CDA'er Relus Breeuwsma.
Alphen kent ook een kinderraad en een kindercollege. De kinderburgemeester wordt steeds voor één jaar gekozen en ondersteunt de burgemeester. De kinderraad vergadert vier keer per jaar over zaken die zij van belang vinden.

### Gemeenteraad
Behaalde zetels per partij bij de gemeenteraadsverkiezingen sinds 1982:
| Partij                                                                | 1982 | 1986 | 1990 | 1994 | 1998  | 2002  | 2006 | 2010 | 2013   | 2018 | 2022 |
| --------------------------------------------------------------------- | ---- | ---- | ---- | ---- | ----- | ----- | ---- | ---- | ------ | ---- | ---- |
| Nieuw Elan                                                            | -    | -    | -    | -    | -     | -     | -    | 3    | 6      | 10   | 8    |
| GroenLinks (1986: Progressief Alphen)                                 | -    | 1    | 2    | 2    | 3     | 3     | 2    | 3    | 3      | 5    | 6    |
| VVD                                                                   | 9    | 9    | 8    | 9    | 9     | 8     | 8    | 7    | 5      | 6    | 5    |
| CDA                                                                   | 11   | 10   | 11   | 7    | 6     | 7     | 6    | 5    | 7      | 6    | 5    |
| D66                                                                   | 2    | 1    | 4    | 5    | 3     | 2     | 1    | 3    | 4      | 3    | 4    |
| RijnGouweLokaal (tot 2013: Alphen Eén)                                | -    | -    | -    | -    | -     | [ k ] | 2    | 2    | 1      | 1    | 2    |
| ChristenUnie (t/m 1998: RPF-GPV)                                      | -    | -    | 1    | 2    | 2     | 2     | 3    | 3    | 3      | 2    | 2    |
| SP                                                                    | -    | 1    | 2    | 4    | 4     | 3     | 4    | 2    | 3      | 2    | 2    |
| PvdA                                                                  | 5    | 8    | 5    | 3    | 4     | 4     | 7    | 5    | 4      | 2    | 2    |
| SGP                                                                   | -    | -    | -    | -    | -     | -     | -    | -    | 2      | 1    | 1    |
| FVD                                                                   | -    | -    | -    | -    | -     | -     | -    | -    | -      | -    | 1    |
| Beter Alphen                                                          | -    | -    | -    | -    | [ q ] | 2     | 1    | 1    | 1      | 1    | 1    |
| Trots op Nederland                                                    | -    | -    | -    | -    | -     | -     | -    | 1    | -      | -    | -    |
| Leefbaar Alphen/Alphense Stadspartij (tot 2002: Alphense Stadspartij) | -    | -    | -    | -    | 2     | 2     | 1    | -    | -      | -    | -    |
| De Vrije Lijst                                                        | -    | -    | -    | -    | -     | 2     | -    | -    | -      | -    | -    |
| Initiatiefgroep Democratisch Alphen                                   | -    | -    | -    | 1    | -     | -     | -    | -    | -      | -    | -    |
| RPF-SGP-GPV                                                           | 2    | 1    | -    | -    | -     | -     | -    | -    | -      | -    | -    |
| PPR                                                                   | 1    | -    | -    | -    | -     | -     | -    | -    | -      | -    | -    |
| CPN-PSP                                                               | 1    | -    | -    | -    | -     | -     | -    | -    | -      | -    | -    |
| Totaal                                                                | 31   | 31   | 33   | 33   | 33    | 35    | 35   | 35   | 39     | 39   | 39   |
| Opkomst                                                               |      |      |      |      |       |       |      |      | 40,89% |      |      |

## Partnersteden
- Oudtshoorn

## Monumenten
- Lijst van rijksmonumenten in Alphen aan den Rijn (gemeente)
- Lijst van gemeentelijke monumenten in Alphen aan den Rijn
- Lijst van oorlogsmonumenten in Alphen aan den Rijn
- Lijst van Stolpersteine in Alphen aan den Rijn

## Voetnoten